# Biosimulation
Biosimulation ist ein geläufiger Überbegriff in der Systembiologie zur numerischen Simulation biologischer Systeme. Ziel von Biosimulationen ist es, einen biologischen Prozess so in einem Modell abzubilden, dass dieses das Verhalten eines Systems vorhersagen kann (z. B. die Reaktion eines Organismus auf eine bestimmte Substanz). Weiterhin kann ein Modell auch dazu dienen, Wissenslücken aufzudecken oder neue Experimente zu planen.
Die Grundlage eines Modells bilden experimentell erhaltene Daten, aber auch analytisch abgeleitete Kenntnisse über den zu modellierenden Prozess. Aufgrund der Komplexität vieler biologischer Systeme werden häufig vereinfachte Modelle verwendet.

## Biosimulation in der Pharmazie
Der Biosimulation kommt insbesondere in der Pharmazie bei der Wirkstoffentwicklung eine besondere Bedeutung
zu.
Da die durchschnittliche Wahrscheinlichkeit, dass ein Wirkstoffkandidat letztendlich auch zugelassen wird, bei nur 11 % liegt, helfen Biosimulationen, nicht-erfolgreiche Kandidaten in einer frühen Entwicklungsstufe zu identifizieren. Weiterhin kann die Biosimulation dazu beitragen, Informationen in bereits erhobenen Daten effizienter zu nutzen
und beispielsweise darauf basierende Vorhersagen zu erstellen. Modelle sind weiterhin hilfreich um Experimente und Studien zu planen und Hypothesen zu validieren.
Durch den Einsatz von Biosimulationen können Kosten gespart und die Anzahl von notwendigen Tier- und Humanstudien verringert werden, was auch im Sinn des sogenannten 3R-Prinzips und der EU-Direktive 86/609/EEC ist.
Ersteres fordert die Reduktion (engl. reduction) beziehungsweise den Ersatz (engl. replacement) von Tierversuchen und die Verbesserung (engl. refinement) der eingesetzten Methoden. Letztere Direktive hat den Schutz von Tieren, welche Experimenten und anderen wissenschaftlichen Zwecken dienen, zum Inhalt. Zukünftig ist also der Ersatz von in vivo-Testverfahren durch in silico-Tests (Biosimulationen) möglich.
In späteren Entwicklungsphasen ist die Biosimulation schon heute erfolgreich. So konnte die Firma
Hoffmann-La Roche die Zulassung für das Hepatitis-C-Medikament „Pegasys“ für eine bestimmte Gruppe an Patienten aufgrund von Biosimulationen erhalten.

## Forschungsvorhaben
Aufgrund der Bedeutung der Biosimulation für die Wirkstoffentwicklung, existieren eine Reihe von industriellen und staatlich finanzierten Forschungsvorhaben, welche die Simulation der Metabolisierung einer Wirksubstanz zum Ziel haben:
- BioSim-Projekt; gefördert durch die EU im 6. Rahmenprogramm
- NSR Physiome Project
- Hepatosys, gefördert durch das deutsche BMBF
- MaCS Magdeburger Zentrum für Systembiologie